# 富士櫻栄守
富士櫻 栄守（ふじざくら よしもり、1948年2月9日 - ）は、山梨県甲府市出身で高砂部屋に所属した元大相撲力士。本名は中澤 榮男（なかざわ よしお）。最高位は西関脇（1974年3月場所、1978年9月場所）。現役時代の体格は178cm、141kg。得意手は突き、押し。

## 来歴
甲府市立西中学校では柔道部に在籍し、活躍した。
農家の長男であったことから角界入りには反対されたが郷里の先輩である小結・富士錦（後、年寄・西岩→同・尾上→同・高砂）らの勧めで、中学卒業後の1963年3月に上京し、高砂部屋へ入門。同年3月場所にて、15歳で初土俵を踏んだ。四股名の「富士桜」は山梨県の県花に指定され、富士山の周辺にしか咲かない小さな淡い紅白色の花の名前に由来しており、この四股名は甲府西中の職員が入門の餞に職員全員で投票して決定したものであった。
ちなみに富士錦は新弟子を勧誘する度にその新弟子候補と記念撮影を行っていたが、撮影の際に袴の中で膝を曲げてわざと新弟子候補が自分より大きく見えるようにしていた。富士櫻も「いやあ、君は背が高いなあ。ほら、オレよりもこんなに。ウン、これなら大丈夫だ。立派な関取になれる」と富士錦に口説かれて入門したが、入門後にどの兄弟子を見ても自分より大きかったのでショックを受け、後になってそのカラクリに気付いたという。同期・同部屋としては甲府市から他に2人新弟子が入門したが、富士櫻はその中でも一番目立たない新弟子であったという。
素質のない者が素質のある四つ相撲力士へ対抗するには押したり叩いたりして相手を慌てさせる必要があることから、富士錦から押し相撲を徹底して教え込まれた。とにかくしつこく押すことを教えられ、まわしを掴むと「この野郎、離せ、離すんだ」と富士錦は強い口調と共に富士櫻の手を竹刀で思い切り叩いた。入門して3，4年目まではそれが続いたという。しかし、入門してから5年、20歳になってもまだ幕下で停滞していた。その原因は軽量にあり、そもそも富士櫻は新弟子検査の時に水を腹いっぱい飲んで合格ラインギリギリの77㎏にまで持っていったほどであり、それが3年経過してもまだ80㎏台そこそこと増えなかった。そこで、自分の1年兄弟子の協力を受けて食事稽古を行い、毎食丼飯7、8杯をその兄弟子と競うように食し、その食事稽古ぶりにちゃんこ番が「こいつら、いつまで食っているんだ、いい加減にしろよ」と怒っていたという。そのおかげで体重が増え、1年で25㎏増量した年もあるという。十両に上がる前に兄弟子の富士錦が引退したため、その口うるさく言ってくれた人がいなくなった富士櫻は、毎日四股を100回、鉄砲を200回、それにすり足を1人でやることにした。
1970年1月場所で新十両昇進、この時体重は119㎏であった。1971年9月場所で新入幕を果たした。入幕2場所目の同年11月場所には11勝4敗で初の敢闘賞を受賞。突き押しをもっぱらの戦術とし、ひたむきな土俵姿は相撲ファンから突貫小僧（後には突貫おじさん）の名で愛された。気っ風の良い相撲ぶりから、「甲斐の江戸っ子」とも呼ばれた。富士櫻が名を上げたのは1974年1月場所であり、初日の北の富士、2日目の輪島、4日目の琴櫻と、3横綱を総なめして9勝6敗を挙げ、この場所は2場所連続となる技能賞を獲得。押し相撲を得意とする力士はどちらかというと敢闘賞を獲得することが多いが、富士櫻は技能賞を3度獲得しており、いかに富士櫻の押し相撲が相手との駆け引きにたけ、高等技術を駆使したかがこの回数からうかがえる。
昭和天皇も富士櫻の土俵を好んだという。同じ押し相撲の麒麟児との対決は特に人気があり、1974年11月の初顔合わせ以来毎回名勝負となり、中でも3回目の対戦となる1975年5月場所の8日目、この日は天覧相撲であり、過去2回の対戦が大熱戦だったためそれに合わせて組まれた東小結・麒麟児対西前頭筆頭・富士櫻の一番は、両者54発ずつ、総計108発の激しい突っ張りの応酬もあり大いに盛り上がった。富士櫻の口の中が切れるほどの激戦で、昭和天皇も身を乗り出し固唾を呑むように勝負の行方を見守った。このため富士櫻対麒麟児はとっておきの割として重宝され、東京場所では天覧相撲の予定があればその日に対戦できるように割が組まれた。2003年に日本経済新聞が掲載した「大相撲の名勝負ベスト10」で第5位に選ばれたこの一番で富士櫻は敗れたが、思い出に残る相撲としてこれを挙げている。この場所後、妻との結婚式を控えていたが、7勝8敗と負け越したため引退後も深く悔しがり「こんなことでは、女房を食わしてはいけない。もっと稽古しないと」と誓い、さらに稽古に励んだ。両者は互いによき好敵手として認め合う仲であるのと同時に親交が深く、現役時代には三番稽古をよく行なっていた。一門が違うため合同稽古の機会は少なかったが、巡業などで顔を合わせる機会は多く、その度にどちらからともなく山稽古を持ちかけるのが常だったという（ちなみに対戦成績は富士櫻の9勝17敗）。
四つに組むと弱い小柄な力士であったが、人一倍稽古に励み関脇にまで昇進した。その稽古熱心さは師匠の4代・高砂（元横綱・前田山）がやめろと言わない限りいつまでも稽古するため、他の力士が「もっと稽古せんか」と注意される中で彼だけは「稽古熱心もいい加減にしろ」と注意を受ける程だったという。同部屋で、同じく関脇まで昇進した高見山との三番稽古は高砂部屋の名物であり、若い衆にとっては、傍で2人の稽古を見ているだけでいい勉強になるといわれた。富士櫻の稽古熱心ぶりを伝えるエピソードであるとともに、稽古の質の高さもうかがわせるものである。そして負けると、「まだ稽古が足りない」と言って稽古量を増やしていた。また新弟子にも率先して稽古をつけていた。そのような力士であったため、角界きっての毒舌家として今でも名高い天竜三郎や玉ノ海梅吉（ともに元関脇）が「あれほどの力士はいない」「富士櫻を褒めないわけにはいかない」と絶賛したほどであり、特に角界ナンバーワンの毒舌家だった天竜から褒められた力士は数多くの力士の中でも彼1人だけである。突き押し力士であったが立合いもきれいであり天竜は「あれの立ち合いはいつ見ても気持ちがいい。特に対貴ノ花戦は」と評価していた。貴闘力は引退後の富士櫻の弟子の飛翔富士との対談で「ハッキリ言って素質はヒザ・股関節は硬いし、ただ突っ張りだけで関脇に行った」「多分廻し取ったら三段目の時のオレの方が強い(そんな貴闘力も押し相撲一辺倒であった)」と、素質に恵まれなかった点、突き押し一本やりであった点に触れていた。
2代若乃花との対戦では11勝17敗と善戦し、9つの金星のうち3つを若乃花から挙げた。若乃花の新横綱場所である1978年7月場所では初日に対戦し、若乃花に横綱昇進後の初黒星を付けた。また1974年1月場所では、3横綱（北の富士・輪島・琴櫻）を全て倒した。陸奥嵐との対戦に強く、同じ関脇を最高位としながら11戦全勝と一方的な記録を残した。
1963年5月場所で序ノ口に付いてから1度も本場所を休むことはなかったが、1984年1月場所中、斉須との一戦で左アキレス腱を断裂して初の休場を余儀なくされた。しかし、富士櫻が残した「1543回連続出場」という記録は、現在もなお大相撲史上2位の連続出場記録として輝きを放っている。以後は十両で相撲を取り続けるも、左上腕部の剥離骨折などが響いて幕内復帰は成らなかった。西十両9枚目で3勝12敗に終わった1985年3月場所を以って、37歳で引退。この場所では、弟弟子の大関・朝潮が初の優勝を果たし、最後の餞として優勝旗を持たせてもらった。場所後、年寄・中村を襲名。
引退後は部屋を持つ意向はなく、師匠の5代高砂（元横綱・朝潮）にも「（親方として）部屋に残ります」と約束していたものの、ある時、上半身の怪我で稽古ができない力士に対してランニングやウェイトトレーニングをするように声を掛けたところ、師匠から「そういうことは言わなくていい」と止められたことを機に「自分の考え方で弟子を育ててみたい」と思うようになり、独立の過程に際しては高砂親方を怒らせる騒ぎにもなったものの、1986年7月に高砂部屋から独立して中村部屋を創設した。角界きっての人格者として知られ、弟子に対する粘り強い指導で知られた。また、所属力士達を通信課程制の高校に入学させ、高校卒業資格を取らせるなどの先駆的な試みをして注目を集めた。引退当初こそは「稽古ができなくなって引退した」という理由で稽古場に立つことは無かったが、部屋持ちになってからは自ら胸を出すようになり、50代を過ぎてもなおまわしを締めて弟子に稽古をつける様子は現役時代を彷彿とさせた。その指導を題材に、平石耕一が戯曲『はあたろう物語』を執筆、自らの演出で上演した。中村部屋では女将が栄養バランスを考慮し1週間分の献立を決めており、味見した女将がOKを出さなければちゃんこは作り直しであった。弟子勧誘の手は停年まであと3年という段階でも緩むことはなかった。
また力士としては大成しなかったものの、後にお笑い芸人になった安田大サーカスのHIROも育てている（元序二段「和歌桜」）。
部屋の決まり事としてはいじめ・暴力は当然のこと、部屋の衆を私用で使うこと、力士同士での金銭の貸借、エアガンの所持、これらの禁止を掲げた。
一方、四つ相撲の技術の指導力は皆無に等しく、飛翔富士は中村には技術面について「取ったら出ろ!」としか指導されなかった。飛翔富士と貴闘力との対談では、恵まれた体格を持ちながら四つ相撲の技術を覚える機会に中々恵まれず、結果的に育成に失敗してしまったことが示唆されている。また、まだ体罰禁止化前の時代柄もあろうが、飛翔富士は若手時代にはよく中村に拳骨で育てられていた。
日本相撲協会では勝負審判の他、再発防止検討委員会委員を歴任。2010年には、無投票で副理事に当選し、審判部長に就任、2012年1月まで務めた。
2013年2月8日の停年（定年。以下同）退職を控えて2012年12月19日に中村部屋は閉鎖することになり、行司1名は八角部屋、自身と所属力士5名・床山1名は東関部屋へ転属。2013年2月8日に日本相撲協会を停年退職した後、長年の指導実績が買われて東関部屋の師範代として迎え入れられた。13代東関の闘病中は稽古や合宿で指導に携わり、2019年12月13日に死去の際は連絡を受けて部屋に駆け付けている。
長男・信栄は2009年にシンガーとしてソロデビューした。旧中村部屋の玄関には信栄のポスターが貼られ、CDもよく聴くという。停年間近の時期にあった中村はライブに部屋の力士達を連れて行き「しんどい思いしてんのは、相撲取りだけじゃねえからよ」と説いたことがある。

## 主な戦績
- 通算成績：788勝825敗45休　勝率.489
- 幕内成績：502勝582敗11休　勝率.463
- 現役在位：132場所
- 幕内在位：73場所
- 三役在位：10場所（関脇2場所、小結8場所）
- 連続出場：1543回（1963年5月場所 - 1984年1月場所（4日目）。歴代2位）
- 通算出場：1613回（歴代9位）
- 三賞：8回
  - 殊勲賞：2回（1978年3月場所、1978年7月場所）
  - 敢闘賞：3回（1971年11月場所、1981年1月場所、1983年9月場所）
  - 技能賞：3回（1973年11月場所、1974年1月場所、1979年1月場所）
- 金星：9個（琴櫻1個、北の湖2個、輪島3個、2代若乃花3個）
- 各段優勝
  - 十両優勝：1回（1980年9月場所）
  - 幕下優勝：1回（1969年1月場所)

### 場所別成績
| | 一月場所 初場所（東京） | 三月場所 春場所（大阪） | 五月場所 夏場所（東京） | 七月場所 名古屋場所（愛知） | 九月場所 秋場所（東京） | 十一月場所 九州場所（福岡） |
| --- | ----------------------- | ----------------------- | ----------------------- | --------------------------- | ----------------------- | --------------------------- |
| 1963年 （昭和38年） | x                       | （前相撲）              | 東序ノ口25枚目 4–3      | 東序二段61枚目 3–4          | 東序二段73枚目 2–5      | 東序二段87枚目 4–3          |
| 1964年 （昭和39年） | 東序二段60枚目 4–3      | 東序二段39枚目 2–5      | 東序二段56枚目 3–4      | 東序二段60枚目 5–2          | 東序二段18枚目 5–2      | 西三段目75枚目 4–3          |
| 1965年 （昭和40年） | 西三段目56枚目 3–4      | 西三段目66枚目 2–5      | 東三段目89枚目 3–4      | 西序二段筆頭 4–3            | 西三段目83枚目 1–6      | 東序二段13枚目 5–2          |
| 1966年 （昭和41年） | 西三段目73枚目 5–2      | 東三段目45枚目 5–2      | 西三段目16枚目 3–4      | 東三段目22枚目 5–2          | 西幕下83枚目 5–2        | 西幕下58枚目 3–4            |
| 1967年 （昭和42年） | 東幕下69枚目 4–3        | 西幕下58枚目 3–4        | 西三段目11枚目 4–3      | 東幕下59枚目 3–4            | 西三段目7枚目 2–5       | 東三段目22枚目 3–4          |
| 1968年 （昭和43年） | 西三段目28枚目 6–1      | 西幕下54枚目 6–1        | 東幕下28枚目 6–1        | 東幕下11枚目 3–4            | 東幕下17枚目 3–4        | 西幕下22枚目 3–4            |
| 1969年 （昭和44年） | 西幕下27枚目 優勝 7–0   | 東幕下筆頭 1–6          | 西幕下15枚目 4–3        | 東幕下12枚目 5–2            | 東幕下3枚目 3–4         | 西幕下5枚目 5–2             |
| 1970年 （昭和45年） | 西十両13枚目 9–6        | 西十両6枚目 5–10        | 東十両13枚目 10–5       | 西十両5枚目 6–9             | 東十両11枚目 9–6        | 西十両7枚目 6–9             |
| 1971年 （昭和46年） | 西十両11枚目 10–5       | 東十両4枚目 8–7         | 東十両3枚目 9–6         | 西十両2枚目 10–5            | 東前頭12枚目 9–6        | 西前頭6枚目 11–4 敢         |
| 1972年 （昭和47年） | 東前頭筆頭 7–8          | 西前頭2枚目 6–9         | 西前頭5枚目 9–6         | 西前頭筆頭 9–6              | 東張出小結 4–11         | 西前頭5枚目 5–10            |
| 1973年 （昭和48年） | 西前頭9枚目 6–9         | 東前頭12枚目 9–6        | 西前頭8枚目 8–7         | 西前頭4枚目 7–8             | 東前頭5枚目 8–7 ★       | 西前頭2枚目 10–5 技         |
| 1974年 （昭和49年） | 東小結 9–6 技           | 西関脇 2–13             | 東前頭8枚目 8–7         | 西前頭3枚目 5–10            | 東前頭8枚目 8–7         | 西前頭6枚目 6–9             |
| 1975年 （昭和50年） | 東前頭10枚目 10–5       | 東前頭3枚目 8–7         | 西前頭筆頭 7–8          | 東前頭2枚目 10–5            | 西小結 7–8              | 西前頭筆頭 9–6              |
| 1976年 （昭和51年） | 東張出小結 3–12         | 東前頭7枚目 8–7         | 東前頭2枚目 7–8 ★       | 東前頭3枚目 7–8             | 西前頭3枚目 8–7 ★       | 西小結 6–9                  |
| 1977年 （昭和52年） | 西前頭2枚目 5–10        | 西前頭7枚目 8–7         | 東前頭4枚目 9–6         | 西小結 5–10                 | 西前頭4枚目 7–8         | 西前頭4枚目 9–6             |
| 1978年 （昭和53年） | 東前頭筆頭 6–9          | 東前頭4枚目 8–7 殊      | 西前頭筆頭 7–8          | 西前頭2枚目 9–6 殊★         | 西関脇 5–10             | 東前頭3枚目 7–8             |
| 1979年 （昭和54年） | 西前頭4枚目 10–5 技★    | 西小結 6–9              | 東前頭2枚目 3–12        | 東前頭12枚目 5–10           | 西十両2枚目 10–5        | 西前頭11枚目 9–6            |
| 1980年 （昭和55年） | 西前頭3枚目 7–8 ★       | 西前頭3枚目 3–12 ★      | 東前頭11枚目 7–8        | 西前頭11枚目 5–10           | 東十両3枚目 優勝 12–3   | 東前頭10枚目 8–7            |
| 1981年 （昭和56年） | 西前頭6枚目 10–5 敢★    | 西小結 3–12             | 西前頭4枚目 5–10        | 西前頭9枚目 7–8             | 西前頭10枚目 7–8        | 西前頭10枚目 9–6            |
| 1982年 （昭和57年） | 西前頭4枚目 3–12        | 西前頭7枚目 7–8         | 東前頭9枚目 10–5        | 西前頭筆頭 7–8              | 西前頭筆頭 4–11         | 東前頭6枚目 7–8             |
| 1983年 （昭和58年） | 西前頭6枚目 4–11        | 東前頭11枚目 7–8        | 東前頭12枚目 8–7        | 東前頭6枚目 6–9             | 東前頭10枚目 10–5 敢    | 東前頭筆頭 4–11             |
| 1984年 （昭和59年） | 西前頭10枚目 0–4–11     | 西十両5枚目 休場 0–0–15 | 西十両5枚目 8–7         | 東十両2枚目 6–9             | 東十両6枚目 10–5        | 西十両3枚目 4–7–4           |
| 1985年 （昭和60年） | 西十両9枚目 休場 0–0–15 | 西十両9枚目 引退 3–12–0 | x                       | x                           | x                       | x                           |
| 各欄の数字は、「勝ち-負け-休場」を示す。 優勝 引退 休場 十両 幕下 三賞：敢=敢闘賞、殊=殊勲賞、技=技能賞 その他：★=金星 番付階級：幕内 - 十両 - 幕下 - 三段目 - 序二段 - 序ノ口 幕内序列：横綱 - 大関 - 関脇 - 小結 - 前頭（「#数字」は各位内の序列） |                         |                         |                         |                             |                         |                             |

## 幕内対戦成績
| 力士名     | 勝数 | 負数 | 力士名      | 勝数  | 負数 | 力士名   | 勝数  | 負数 | 力士名   | 勝数 | 負数 |
| ---------- | ---- | ---- | ----------- | ----- | ---- | -------- | ----- | ---- | -------- | ---- | ---- |
| 青葉城     | 13   | 8    | 青葉山      | 3     | 4    | 朝登     | 1     | 1    | 旭國     | 4    | 18   |
| 旭富士     | 0    | 2    | 東洋        | 7     | 5    | 天ノ山   | 7     | 7    | 荒勢     | 16   | 13   |
| 板井       | 1    | 3    | 巌虎        | 1     | 1    | 岩波     | 4     | 5    | 大潮     | 14   | 12   |
| 巨砲       | 2    | 7    | 大錦        | 9     | 5    | 大ノ海   | 1     | 0    | 大ノ国   | 0    | 1    |
| 大登       | 1(1) | 0    | 大豊        | 0     | 2    | 大鷲     | 3     | 4    | 魁輝     | 7    | 12   |
| 魁傑       | 9    | 20   | 影虎        | 3     | 0    | 北瀬海   | 12(2) | 7    | 北の湖   | 7(1) | 27   |
| 北の富士   | 2(1) | 4    | 騏ノ嵐      | 1     | 0    | 清國     | 2     | 4    | 麒麟児   | 9    | 17   |
| 蔵間       | 9    | 7    | 黒瀬川      | 6     | 6    | 黒姫山   | 15    | 13   | 高鉄山   | 2    | 1    |
| 高望山     | 1    | 5    | 琴風        | 1     | 8    | 琴ヶ嶽   | 0     | 1    | 琴櫻     | 2    | 7    |
| 琴千歳     | 1    | 1    | 琴乃富士    | 1     | 1    | 琴若     | 1     | 0    | 金剛     | 10   | 7    |
| 斉須       | 2    | 4    | 蔵玉錦      | 4     | 7    | 逆鉾     | 3     | 2(1) | 佐田の海 | 3    | 7    |
| 嗣子鵬     | 5    | 6    | 陣岳        | 1     | 0    | 神幸     | 2     | 2    | 大旺     | 1    | 1    |
| 大峩       | 4    | 4    | 大こう      | 2     | 0    | 大受     | 7     | 6    | 大寿山   | 3    | 5    |
| 大雪       | 1    | 0    | 大雄        | 2     | 1    | 大竜川   | 2     | 1    | 隆の里   | 7    | 5    |
| 貴ノ花     | 7    | 25   | 隆三杉      | 2     | 0    | 多賀竜   | 4     | 2    | 谷嵐     | 0    | 1    |
| 玉輝山     | 4    | 5    | 玉ノ富士    | 5     | 8    | 玉龍     | 5     | 2    | 千代櫻   | 2    | 1    |
| 千代の富士 | 1    | 8    | 出羽の花    | 6     | 7    | 天龍     | 0     | 6    | 闘竜     | 2    | 6    |
| 時葉山     | 7    | 2    | 栃赤城      | 4     | 9    | 栃東     | 8     | 10   | 栃王山   | 0    | 1    |
| 栃司       | 1    | 0    | 栃剣        | 1     | 6    | 栃光     | 8     | 15   | 白竜山   | 2    | 1    |
| 羽黒岩     | 6    | 1    | 長谷川      | 7     | 5    | 蜂矢     | 1     | 0    | 播竜山   | 11   | 4    |
| 飛騨乃花   | 1    | 3    | 福の花      | 7     | 3    | 二子岳   | 11    | 3    | 双津竜   | 4    | 4    |
| 鳳凰       | 7    | 0    | 北天佑      | 2     | 1    | 保志     | 1     | 0    | 増位山   | 13   | 13   |
| 舛田山     | 3    | 6    | 三重ノ海    | 12    | 18   | 陸奥嵐   | 11    | 0    | 豊山     | 5    | 16   |
| 吉王山     | 2    | 1    | 吉の谷      | 3     | 1    | 義ノ花   | 1     | 0    | 琉王     | 9    | 4    |
| 龍虎       | 0    | 6    | 若獅子      | 12    | 4    | 若島津   | 2     | 4    | 若瀬川   | 0    | 3    |
| 若ノ海     | 10   | 2    | 若乃花(2代) | 11(1) | 17   | 若の富士 | 3     | 0    | 若二瀬   | 1    | 1    |
| 輪島       | 9(1) | 24   | 鷲羽山      | 10    | 13   |          |       |      |          |      |      |

## 改名歴
- 中澤（なかざわ）1963年5月場所
- 富士桜 栄守（ふじざくら よしもり）1963年7月場所 - 1969年11月場所
- 富士櫻 栄守（ふじざくら よしもり）1970年1月場所 - 1985年3月場所

## 年寄遍歴
- 中村 榮男（なかむら よしお）1985年3月 - 2013年2月